# Beatyfikowani i kanonizowani przez Grzegorza XV
Beatyfikowani i kanonizowani przez Grzegorza XV – święci i błogosławieni wyniesieni na ołtarze w czasie pontyfikatu Grzegorza XV.

## 1622
- Bł. Albert Wielki

12 marca
- Św. Filip Neri
- Św. Franciszek Ksawery
- Św. Ignacy Loyola
- Św. Izydor Oracz
- Św. Teresa z Ávili

18 kwietnia
- Bł. Piotr z Alkantary

8 października
- Bł. Ambroży Sansedoni (zatwierdzenie kultu)